# Manuel Manquiña
Manuel Juan Francisco del Cristo de la Victoria Prieto Comesaña, conegut artísticament com a Manuel Manquiña (Vigo, Galícia, 2 d'agost de 1953), és un actor espanyol. La seva marxa en el món de la interpretació comença en els anys 1980.

## Biografia
Va començar la seva carrera en programes humorístics de la Televisió de Galícia i a diverses pel·lícules dirigides per directors gallecs com Antonio Blanco i Xavier Villaverde. Va saltar a la fama pel seu paper en la pel·lícula de 1997 de Juanma Bajo Ulloa Airbag, que li va valer una nominació al premi Goya al millor actor revelació. Posteriorment va aparèixer en l'èxit de taquilla Torrente, el brazo tonto de la ley.
Amb més de 30 pel·lícules en el seu currículum, el vigués Manuel Manquiña ha intervingut en alguns dels títols més destacats del cinema espanyol dels últims anys, activitat que ha compaginat amb la interpretació i la direcció teatral (Héroes, Historias de Bolsillo, escrites també per l'actor) i la televisió (Moncloa ¿dígame?, Manolito Gafotas, Manolo y Benito Corporeision...).
A més ha protagonitzat monòlegs d'humor i ha participat i cantat en gires de Siniestro Total i el programa infantil Xabarín Club.
Una altra sèrie per la que Manquiña és ben conegut és per la seva interpretació del personatge Martínez el Facha per al canal de YouTube de la revista El Jueves. Actualment és personatge fix en la sèrie Era Visto! emesa per les nits a TVG.
En l'àmbit polític, ha manifestat públicament les seves discrepàncies amb el nacionalisme gallec pel que fa a la normalització lingüística; ha donat suport a l'associació espanyolista Galicia Bilingüe i en els seus monòlegs se'n burla dels seus monòlegs de les posicions defensades pel galleguisme.
| « | “En Galicia, en Galego?” Mira, vai tomar polo cu! (...) E todo por que? Porque un grupo de zumbaos empregan un poder de presión para quererlle dicir á xente o que ten que facer. Eu creo na liberdade do individuo, non no bilingüismo nin no trilingüismo. | » |
| — Extracte d'una entrevista realitzada per Alberto Ramos a l'actor i publicada a Praza Pública el 21 d'abril de 2013. | |   |

## Filmografia parcial
- Tacón (1982), de Xavier Villaverde.
- Continental (1990), de Xavier Villaverde.
- A Sorte cambia (1991), d'Héctor Carré.
- La matanza caníbal de los garrulos lisérgicos (1993), d'Antonio Blanco i Ricardo Llovo.
- A todo tren (1995), de Lidia Mosquera.
- Matías, juez de línea (1996), de Santiago Aguilar i Luis Guridi.
- O tesouro (1997), de Xaime Fandiño.
- Airbag (1997), de Juanma Bajo Ulloa.
- Atilano, presidente (1998), de Santiago Aguilar i Luis Guridi.
- Mararía (1998), d'Antonio José Betancor.
- Insomnio (1998), de Chus Gutiérrez.
- Frontera Sur (1998), de Gerardo Herrero.
- Torrente, el brazo tonto de la ley (1998), de Santiago Segura.
- Finisterre, donde termina el mundo (1998), de Xavier Villaverde.
- Entre las piernas (1999), de Manuel Gómez Pereira.
- La mujer más fea del mundo (1999), de Miguel Bardem.
- Pídele cuentas al rey (1999), de José Antonio Quirós.
- Sobreviviré (1999), d'Alfonso Albacete i David Menkes.
- El figurante (2000), de Rómulo Aguillaume.
- Sé quién eres (2000), de Patricia Ferreira.
- Capitanes de Abril (2000), de María de Medeiros.
- Año mariano (2000), de Karra Elejalde i Fernando Guillén Cuervo.
- Galáctea: A conquista da via láctea (2001), de Cora Peña.
- Lena (2001), de Gonzalo Tapia.
- Pata negra (2001), de Luis Oliveros.
- Gente pez (2001), de Jorge Iglesias.
- El caballero Don Quijote (2002), de Manuel Gutiérrez Aragón.
- El robo más grande jamás contado (2002), de Daniel Monzón.
- Cosa de brujas (2003), de Daniel Monzón.
- El lápiz del carpintero (2003), d'Antón Reixa.
- Haz conmigo lo que quieras (2003), de Ramón de España.
- Entre vivir y soñar (2004), d'Alfonso Albacete i David Menkes.
- Un rey en La Habana (2005), d'Alexis Valdés.
- Bajo aguas tranquilas (2005), de Brian Yuzna.
- Siempre Habana (2005), de Sergio Colastra i Ángel Peláez.
- El partido (2006), de Juan Calvo.
- Locos por el sexo (2006), de Javier Rebollo.
- Los mánagers (2006), de Fernando Guillén Cuervo.
- La caja (2007), de Juan Carlos Falcón.
- O Apóstolo (2010), de Fernando Cortizo.
- Lobos de Arga (2011), de Juan Martínez Moreno.
- Rey gitano (2015), de Juanma Bajo Ulloa.
- Antes de la quema (2019), de Fernando Colomo.

## Televisió

### Personatges fixos
- A tumba aberta (1988), a TVG.
- Fatal, fatal, fatal (1991), a TVG.
- Xabarín Club (1994), a TVG.
- A Familia Pita (1996), a TVG.
- Os vixilantes do Camiño (2000), a TVG.
- Fíos (2001), a TVG.
- Moncloa ¿dígame? (2001), a Telecinco com Vicente.
- London Street (2003), a Antena 3 com Balbino.
- Manolito Gafotas (2004), a Antena 3 com Bernabé.
- Máxima audiencia (2004), a TVG.
- Manolo y Benito Corporeision (2006-2007), a Antena 3 com don Julián.
- ¡A ver si llego! (2009), a Telecinco como Juanma.
- Era visto! (2011), a TVG com don Anselmo
- Águila Roja (2016), a TVE com Emilio Montalvo / Eduardo

### Personatges episòdics
- La corriente alterna (2002), a Telecinco.
- Paraíso (2003), a TVE.
- Maneras de sobrevivir (2005), a Telecinco.
- Cuéntame cómo pasó (2015), a TVE.
- Olmos y Robles (2016) La 1. Com Eugenio Peralta "Comecocos"
- Arde Madrid (2018) Movistar+. Com Joier

## Altres col·laboracions
- En teatre ha actuat en Pop Corn (1998), obra escrita per Ben Elton, dirigida i adaptada per Juanma Bajo Ulloa; l'espectacle Va de risas, amb Luis Zahera i Dani Mateo; de nou amb Zahera al monòleg teatral Noites de Retranca (2011); i aquest mateix any l'espectacle d'humor O indignado.
- Entre els anys 2000 i 2002 va participar en diversos monòlegs de El club de la comedia.
- Va participar en el 6è treball del grup gallec de hiphop Comando Parke, Instinto animal (2008).

## Premis i nominacions
- 1998
  - Candidat al Premi Goya al Millor actor revelació per Airbag.
  - Candidat al Premi de la Unión de Actores a la Millor interpretació secundària de cinema per Airbag.
- 2000
  - Premi d'interpretació del Festival Internacional de Cinema Independent d'Elx per El figurante.
  - Premi del Concurs Nacional de Curtmetratges d'Antequera per El figurante.
  - Premi del Festival de Curtmetratges d'Aguilar de Campoo a la Millor interpretació masculina per El figurante.
- 2011
  - En 2011 estampà les seves petjades sl Passeig de la Fama de Sada, destinat per a grans figures de l'art, la cultura o l'esport gallec.[4]
- 2013
  - Nominat als Premis Mestre Mateo com a millor actor secundari per Era visto!